# Омельянчук Олександр Миколайович
Олександр Миколайович Омельянчук (нар. 27 липня 1947 року, м. Будапешт, Угорщина - пом. 10 лютого 2022 р., Харків, Україна ) — радянський, український фізик, доктор фізико-математичних наук, професор, член-кореспондент НАН України, головний науковий співробітник Фізико-технічного інституту низьких температур імені Б. І. Вєркіна НАН України, лауреат Державної премії України в галузі науки і техніки, лауреат премії ім. Б. І. Вєркіна Національної Академії Наук України.

## Біографія
О. М. Омельянчук народився 27 липня 1947 року у м. Будапешт.  У 1970 закінчив фізичний факультет Харківського державного університету, дипломну роботу виконував на кафедрі теоретичної фізики під керівництвом М. І. Каганова. З 1972 року працював у Фізико-технічному інституті низьких температур. У 1978 році захистив кандидатську дисертацію на тему «Теорія надпровідних слабких зв'язків та мікроконтактна спектроскопія металів». У 1990 році отримав науковий ступінь доктора фізико-математичних наук, тема дисертації «Теорія кінетичних явищ в металічних мікроструктурах». З 2006 року - член-кореспондент Академії наук України. З 2000 по 2016 рік був завідувачем відділу  «Надпровідних та мезоскопічних структур» [Архівовано 25 лютого 2020 у Wayback Machine.] ФТІНТ. З 2016 до 2022 працював головним науковим співробітником. Входить до переліку  «Топ 100 фізиків та математиків України» за даними «Бібліометрики української науки». Автор і співавтор більш 200 статей, має Гірш — індекс h=29. Співавтор відкриття «Явление перераспределения энергии носителей заряда в металлических микроконтактах при низких температурах», диплом № 328 (спільно з Ю.В. Шарвіним, І.К. Янсоном, І.О. Куліком, Р.І. Шехтером) . Був членом редколегії міжнародного журналу «Фізика низьких температур» («Low Temperature Physics» [Архівовано 24 липня 2020 у Wayback Machine.]). Співавтор монографії «Квантові когерентні явища в джозефсонівських кубітах».

## Наукова діяльність
Мікроконтактна спектроскопія електрон-фононної взаємодії в металах. Нерівноважні явища в точкових контактах.
- Розвинено теорію балістичного переносу заряду в точкових контактах нормальних металів. Показано, що нелінійна вольт-амперна характеристика прямо пов'язана з функцією електрон-фононної взаємодії металу. Це є основою нового методу спектроскопії твердого тіла — мікроконтактної спектроскопії металів.
- Передбачені специфічні явища балістичного перенесення заряду в точкових контактах, включаючи значне зменшення дробового шуму, різку зміну термо-е.р.с фононного захоплення, специфічну частотну залежність провідності контакту й кінетичної індукції, що обумовлено ефектами електрон-фононного перенормування.
- Балістичні термоелектричні явища, у тому числі гасіння термо-е.р.с. фононного захоплення у випадку, коли діаметр контакту є значно меншим, ніж довжина вільного пробігу фонона та електрона.

Теорія мікроконтактної спектроскопії надпровідників.
- Розвинена теорія нелінійних вольт-амперних характеристик точкових контактів у надпровідному стані. Ця теорія включає ефекти сильної електрон-фононної взаємодії і являє собою новий розділ мікроконтактної спектроскопії — пружну мікроконтактну спектроскопію електрон-фононної взаємодії в надпровідниках.

Ефект Джозефсона у звичайних і нетрадиційних надпровідних слабких зв'язках. 
- Розроблена мікроскопічна теорія ефекту Джозефсона в надпровідних точкових контактах (слабких зв'язках), що передбачає специфічну температурну залежність струму й не синусоїдальну фазову залежність струму.
- Досліджено співіснування джозефсонівського струму й термоелектричних явищ у балістичних надпровідних точкових контактах, знайдені фазова залежність струму й критичний струм.
- Ефект Бернуллі в надпровідниках досліджений з акцентом на особливості високотемпературних надпровідників. Була передбачена електрична поляризація надпровідників у постійному магнітному полі, що викликана ефектом Бернуллі.
- Розроблена теорія нового виду джозефсонівських мікроструктур — багатотермінальних слабких зв'язків. Запропонований і досліджений багатотермінальний SQUID, що керується транспортним струмом.
- Розвинена теорія спонтанних струмових станів у джозефсонівських переходах d-хвильових надпровідників.
- Розвинений ефект Джозефсона в слабких зв'язках на основі багатозонних надпровідників. Запропонований і розроблений новий вид багатодіапазонних SQUIDів.[11].[неавторитетне джерело][12]

## Вибрані публікації
1. Dc SQUID based on a three-band superconductor with broken time-reversal symmetry. Y. S. Yerin, A. N. Omelyanchouk and E. Il’ chev. Supercond. Sci. Technol. 28 095006 (2015).
2. Multiphoton transitions in Josephson-junction qubits (Review Article) S. N. Shevchenko, A. N. Omelyanchouk, E. Il'ichev. Low Temperature Physics 38, 283 (2012)
3. Consistency of ground state and spectroscopic measurements on flux qubits, A. Izmalkov, S.H.W. Van Der Ploeg, S. Shevchenko, M. Grajcar, E. Il'ichev, U. Hübner, A. Omelyanchouk, H.-G. Meye, Physical review letters 101 (1), 017003, (2008).
4. Multiphoton transitions between energy levels in a phase-biased Cooper-pair box, V.Shnyrkov, Th. Wagner, D. Born, S. Shevchenko, W. Krech, A. Omelyanchouk, E. Il'ichev, H.-G. Meyer, Physical Review B 73 (2), 024506, (2006).
5. Josephson behavior of phase-slip lines in wide superconducting strips, A. Sivakov, A. Glukhov, A. Omelyanchouk, Y. Koval, P. Müller, A. Ustinov, Physical Review Letters 91 (26), 267001, (2003).
6. Degenerate Ground State in a Mesoscopic YBa2Cu3O7-x Grain Boundary Josephson Junction, E. Il'Ichev, M. Grajcar, R. Hlubina, R.I. Jsselsteijn, H. Hoenig, H.-G. Meyer, A. Golubov, M. Amin, A. Zagoskin, A. Omelyanchouk, M. Kupriyanov, Physical review letters 86 (23), 5369, (2001).
7. Кулик И. О., Омельянчук А. Н. Эффект Джозефсона в сверхпроводящих мостиках: микроскопическая теория. Физика низких температур, Том 4, Випуск 3, С. 296—311 (1978)
8. Кулик И. О., Омельянчук А. Н., Шехтер Р. И. Электропроводность точечных микроконтактов и спектроскопия фононов и примесей в нормальных металлах // Физика низких температур. — 1977. — № 3, вып. 12. — С. 1543—1558.
9. Phenomenological theory of phase transition in a thin ferromagnetic plate. M.I .Kaganov, A.N. Omel'yanchuk. Soviet Journal of Experimental and Theoretical Physics, Vol. 34, p. 895 (1972)

## Нагороди
- Державна премія України в галузі науки і техніки (2006)[13].
- Премія ім. Б. І. Вєркіна Національної Академії Наук України (2016)[3].
- Відзнака НАН України (2008)[5].